# آيدول (سلسلة تلفزيونية)
آيدول (بالإنجليزية: Idol)هو برنامج اكتشاف مواهب غنائية بريطاني الأصل من ابتكار سيمون فولر عرض البرنامج في أكثر من 41 بلداً وإقليماً حول العالم.

اللون الأزرق نسخ خاص بالدول.واللون الأخضر نسخ خاصة بعدد من الدول

## النسخ العالمية
لايزال يبث البرنامج
     توقف بث البرنامج
| منطقة/دولة                    | اسم البرنامج المحلي                                     | شبكة                                                                          | تاريخ الظهور | المواسم |
| ----------------------------- | ------------------------------------------------------- | ----------------------------------------------------------------------------- | --- | ------- |
| الوطن العربي                  | سوبر ستار                                               | تلفزيون المستقبل                                                              | 23 يونيو 2003 | 5       |
| الوطن العربي                  | أراب آيدل                                               | إم بي سي                                                                      | 9 ديسمبر 2011 | 1       |
| أرمينيا                       | Հայ Սուպերսթար Hay Superstar                            | Shant TV                                                                      | مارس 2006 | 5       |
| أستراليا                      | Australian Idol                                         | شبكة تن                                                                       | الموسم الأول، 27 يوليو 2003 – 19 نوفمبر 2003 الموسم الثاني، 13 يوليو 2004 – 21 نوفمبر 2004 الموسم الثالث، 26 يوليو 2005 – 21 نوفمبر 2005 الموسم الرابع، 6 أغسطس 2006 – 26 نوفمبر 2006 الموسم الخامس، 5 أغسطس 2007 – 25 نوفمبر 2007 الموسم السادس، 24 أغسطس 2008 – 23 نوفمبر 2008 الموسم السابع، 9 أغسطس 2009 – 22 نوفمبر 2009 | 7       |
| بنغلاديش                      | Bangladeshi Idol                                        | SA TV                                                                         | 2012 | 1       |
| بلجيكا                        | Idool                                                   | vtm                                                                           | 2003 | 4       |
| البرازيل                      | Ídolos                                                  | نظام التلفزيون البرازيلي ريكورد تي في                                         | الموسم الأول، 5 أبريل 2006 – 27 يوليو 2006 الموسم الثاني، 28 مارس 2007 – 16 أغسطس 2007 الموسم الثالث، 19 أغسطس 2008 – 17 ديسمبر 2008 الموسم الرابع، 18 أغسطس 2009 – 16 ديسمبر 2009 الموسم الخامس، 10 يونيو 2010 – 23 سبتمبر 2010 الموسم السادس، 5 أبريل 2011 – 14 يوليو 2011 الموسم السابع، 4 سبتمبر 2012 – 13 ديسمبر 2012 | 7       |
| بلغاريا                       | Music Idol                                              | bTV                                                                           | 26 فبراير 2007 | 3       |
| كندا                          | آيدول كندا                                              | CTV                                                                           | 1 يونيو 2003 | 6       |
| كرواتيا                       | Hrvatski Idol                                           | Nova TV                                                                       | 2004 | 2       |
| كرواتيا                       | Hrvatska traži zvijezdu                                 | RTL                                                                           | فبراير 2009 | 3       |
| جمهورية التشيك                | Česko hledá SuperStar                                   | TV Nova                                                                       | 29 فبراير 2004 | 3       |
| التشيك وسلوفاكيا              | Season 1-2 Česko Slovenská Superstar Season 3 SuperStar | TV Nova Markíza                                                               | 6 سبتمبر 2009 | 3       |
| الدنمارك                      | Idols                                                   | TV3                                                                           | 2003 | 2       |
| إستونيا                       | Eesti otsib superstaari                                 | TV3                                                                           | الموسم الأول، 11 مارس 2007 – 14 يونيو 2007 الموسم الثاني، 3 فبراير 2008 – 8 يونيو 2008 الموسم الثالث، 6 سبتمبر 2009 – 20 ديسمبر 2009 الموسم الرابع، 13 فبراير 2011 – 12 يونيو 2011 الموسم الخامس، 2 سبتمبر 2012 – 23 ديسمبر 2012 | 5       |
| فنلندا                        | Idols                                                   | MTV3                                                                          | أغسطس 2003 | 6       |
| فرنسا                         | Nouvelle Star                                           | M6 (2003–2010) D8 (2012–)                                                     | 2003 | 8       |
| جورجيا                        | ჯეოსტარი Geostari                                       | Rustavi 2                                                                     | 2006 | 6       |
| ألمانيا                       | Deutschland sucht den Superstar                         | تلفزيون آر تي إل                                                              | الموسم الأول، 24 نوفمبر 2002 – 8 مارس 2003 الموسم الثاني، سبتمبر 2003 – 13 مارس 2004 الموسم الثالث، 16 نوفمبر 2005 – 18 مارس 2006 الموسم الرابع، 24 فبراير 2007 – 5 مايو 2007 الموسم الخامس، 8 مارس 2008 – 17 مايو 2008 الموسم السادس، 21 يناير 2009 – 9 مايو 2009 الموسم السابع، 6 يناير 2010 – 17 أبريل 2010 الموسم الثامن، يناير 8 – 7 مايو 2011 الموسم التاسع، يناير 7 – 27 أبريل 2012 الموسم العاشر، 5 يناير 2013 – الآن | 10      |
| ألمانيا                       | DSDS Kids                                               | تلفزيون آر تي إل                                                              | 5 مايو 2012 | 1       |
| اليونان                       | Super Idol                                              | قناة ميغا ‏                                                                    | 8 فبراير 2004 – 17 يونيو 2004 | 1       |
| اليونان                       | Greek Idol                                              | Alpha TV                                                                      | الموسم الأول، 5 مارس 2010 – 28 يونيو 2010 الموسم الثاني، 19 فبراير 2011 – 25 يونيو 2011 | 2       |
| آيسلندا                       | Idol stjörnuleit                                        | Stöð 2                                                                        | 2003 | 4       |
| العراق                        | عراق ايدول                                              | إم بي سي العراق                                                               | 2021 | 1       |
| الهند                         | انديان آيدل                                             | سوني للترفيه والتلفزيون                                                       | إنديان آيدول 28 أكتوبر 2004 – 5 مارس 2005 إنديان آيدول 21 نوفمبر 2005 – 22 أبريل 2006 إنديان آيدول 4 مايو 2007 – 23 سبتمبر 2007 إنديان آيدول 19 سبتمبر 2008 – 1 مارس 2009 إنديان آيدول 26 أبريل 2010 – 15 أغسطس 2010 إنديان آيدول 1 يونيو 2012 – 1 سبتمبر 2012 | 6       |
| إندونيسيا                     | Indonesian Idol                                         | آر سي تي آي                                                                   | مارس 2004 | 7       |
| كازاخستان                     | SuperStar KZ                                            | PKE                                                                           | 17 يونيو 2003 | 4       |
| مقدونيا                       | Македонски идол Macedonian Idol                         | A1                                                                            | 13 نوفمبر 2010 | 1       |
| ماليزيا                       | Malaysian Idol                                          | 8TV TV3                                                                       | 2004 | 2       |
| هولندا                        | Idols                                                   | RTL 4                                                                         | 2002 | 4       |
| نيوزيلندا                     | NZ Idol                                                 | TV2                                                                           | الموسم الأول، فبراير 2004 – 10 مايو 2004 الموسم الثاني، 3 يوليو 2005 – 17 أكتوبر 2005 الموسم الثالث، يوليو 2006 – 29 أكتوبر 2006 | 3       |
| نيجيريا                       | Nigerian Idol                                           | various                                                                       | أكتوبر 2010 | 2       |
| النرويج                       | Idol                                                    | تي في 2 ‏                                                                      | الموسم الأول، يناير 2003 – 23 مايو 2003 الموسم الثاني، يناير 2004 – 14 مايو 2004 الموسم الثالث، يناير 2005 – 20 مايو 2005 الموسم الرابع، يناير 2006 – 19 مايو 2006 الموسم الخامس، 7 سبتمبر 2007 – 21 ديسمبر 2007 الموسم السادس، 30 أغسطس 2011 – 16 ديسمبر 2011 | 6       |
| باكستان                       | Pakistan Idol                                           | Geo Television Network                                                        | ألغي (planned for 2007) | 0       |
| الفلبين                       | Philippine Idol                                         | ABC                                                                           | 30 يوليو 2006 – 10 ديسمبر 2006 | 1       |
| الفلبين                       | Pinoy Idol                                              | GMA                                                                           | 5 أبريل 2008 – 17 أغسطس 2008 | 1       |
| بولندا                        | Idol                                                    | بولسات                                                                        | 2002–2005 | 4       |
| البرتغال                      | Ídolos                                                  | SIC                                                                           | Season 1, 2003–2004 Season 2, 2004–2005 Season 3, 2009–2010 Season 4, 2010 Season 5, 2012 | 5       |
| بورتوريكو                     | Idol Puerto Rico                                        | WAPA-TV                                                                       | 7 أغسطس 2011 | 2       |
| بورتوريكو                     | Idol Kids Puerto Rico                                   | WAPA-TV                                                                       | أغسطس 2012 | 1       |
| روسيا                         | Народный Артист Narodniy Artist                         | RTR                                                                           | 2003 | 3       |
| صربيا والجبل الأسود · مقدونيا | Idol Идол                                               | BKTV A1                                                                       | 2004 | 2       |
| سنغافورة                      | Singapore Idol                                          | MediaCorp 5                                                                   | 9 أغسطس 2004 | 3       |
| سلوفاكيا                      | Slovensko hľadá SuperStar                               | STV، Markíza                                                                  | 2004 | 3       |
| جنوب أفريقيا                  | Idols                                                   | M-Net                                                                         | 2002 | 8       |
| جنوب أفريقيا                  | Afrikaans Idols                                         | Kyknet                                                                        | 28 مايو 2006 | 1       |
| السويد                        | Idol                                                    | TV4                                                                           | أغسطس 2004 | 8       |
| تركيا                         | Turkstar                                                | كانال دي                                                                      | 2004 | 1       |
| المملكة المتحدة               | بوب آيدول                                               | التلفزيون المستقل                                                             | 5 أكتوبر 2001 | 2       |
| الولايات المتحدة              | أمريكان آيدول                                           | شبكة فوكس التلفزيونية                                                         | الموسم الأول، 11 يونيو 2002 – 4 سبتمبر 2002 الموسم الثاني، 21 يناير 2003 – 21 مايو 2003 الموسم الثالث، 19 يناير 2004 – 26 مايو 2004 الموسم الرابع، 18 يناير 2005 – 25 مايو 2005 الموسم الخامس، 17 يناير 2006 – 24 مايو 2006 الموسم السادس، 16 يناير 2007 – 23 مايو 2007 الموسم السابع، 15 يناير 2008 – 21 مايو 2008 الموسم الثامن، 14 يناير 2009 – 20 مايو 2009 الموسم التاسع، 12 يناير 2010 – 26 مايو 2010 الموسم العاشر، 19 يناير 2011 – 25 مايو 2011 الموسم الحادي عشر، 18 يناير 2012 – 23 مايو 2012 الموسم الثاني عشر، 16 يناير 2013 – الآن | 12      |
| فيتنام                        | Thần Tượng Âm Nhạc - Vietnam Idol                       | HTV9 HTV7                                                                     | الموسم الأول،: 23 مايو 2007 – 3 أكتوبر 2007 الموسم الثاني،: 3 سبتمبر 2008 – 14 يناير 2009 | 2       |
| فيتنام                        | Thần Tượng Âm Nhạc - Vietnam Idol                       | تلفزيون فيتنام                                                                | الموسم الثالث،: 21 أغسطس 2010 – 25 ديسمبر 2010 الموسم الرابع،: 17 أغسطس 2012 – 25 يناير 2013 | 2       |
| آسيا                          | Asian Idol                                              | آر سي تي آي                                                                   | 15 ديسمبر 2007 – 16 ديسمبر 2007 | 2       |
| شرق أفريقيا                   | Idols East Africa                                       | 8[بحاجة لتوضيح] M-Net                                                         | أبريل 2004 | 1       |
| أمريكا اللاتينية              | Latin American Idol                                     | Sony                                                                          | 12 يوليو 2006 | 4       |
| غرب أفريقيا                   | Idols West Africa                                       | M-Net                                                                         | 2007 | 1       |
| عالميا                        | World Idol                                              | تلفزيون آر تي إل التلفزيون المستقل تي في 2 ‏ شبكة فوكس التلفزيونية CTV شبكة تن | 25 ديسمبر 2003 | 1       |